# Hailey Baldwin
Hailey Rhode Bieber, geboren als Baldwin (Tucson, 22 november 1996) is een Amerikaans model en televisiepersoonlijkheid.

## Jeugd en familie
Baldwin werd geboren in Tucson, Arizona, als dochter van Stephen Baldwin, de jongste van de gebroeders Baldwin, en grafisch ontwerpster Kennya Deodato-Baldwin. Baldwins grootvader is de Braziliaanse muzikant Eumir Deodato.

## Carrière

### Modellenwerk
Het eerste modellenbureau waar Baldwin mee in zee ging was het New Yorkse bureau Ford Models. Ze verscheen aanvankelijk in tijdschriften als Tatler, LOVE, V en iD. Haar eerste reclamecampagne was die voor het kledingmerk French Connection in de winter van 2014. In oktober 2014 maakte Baldwin haar catwalkdebuut voor Topshop en de Franse modeontwerper Sonia Rykiel. In december 2014 werd Baldwin gefotografeerd voor het tijdschrift Love, dat ook een korte film produceerde van fotograaf Daniel Jackson en die werd gepubliceerd op het YouTube-kanaal van het tijdschrift.
In januari 2015 werd Baldwin gefotografeerd voor de Amerikaanse editie van Vogue en in maart voor Teen Vogue. In april werd ze voor het eerst gefotografeerd voor de omslag van het tijdschrift Jalouse, naast mannelijk model Lucky Blue Smith. In dezelfde maand was ze ook betrokken bij twee andere covershoots, voor de Nederlandse editie van L'Officiel en de Amerikaanse editie van Wonderland en was ze te zien in de tijdschriften Miss Vogue en W. In juli 2015 was ze samen met de Australische zanger Cody Simpson te zien in een campagne van Ralph Lauren en in oktober keerde ze terug naar de catwalk voor Tommy Hilfiger en Philipp Plein.
In januari 2016 verscheen Baldwin in een Ralph Lauren-campagne en schoot een redactioneel voor de Koreaanse editie van Vogue. Na opnieuw te hebben gelopen voor Tommy Hilfiger in februari, was Baldwin actief in de lente/zomer-campagnes voor Philipp Plein en Tommy Hilfiger. In dezelfde periode werd ze ook gefotografeerd voor Self Magazine en gefilmd voor een reclame van kledingmerk H & M, die viel in de Coachella Music Festival-periode. In maart 2016 tekende Baldwin een contract met IMG Models, een modelagentschap in New York en verscheen in mei op de cover van Marie Claire. In juni liep Baldwin voor Moschino. en in dezelfde maand debuteerde ze ook als model voor een Guess-reclame.
Nadien werd Baldwin gefotografeerd en gefilmd voor een UGG- schoenencampagne. Samen met Joan Smalls was Baldwin ook het gezicht van Karl Lagerfeld's limited-edition kledinglijn, getiteld "Love From Paris". Baldwin verscheen ook in editorials voor Glamour Magazine en de Italiaanse Vogue. In september nam ze deel aan de New York Fashion Week, lopend voor Tommy Hilfiger, Prabal Gurung, Jeremy Scott, Tory Burch en Matty Bovan.
Later vloog ze naar Londen, waar ze de pre-London Fashion Week-party organiseerde op Stradivarius en liep voor een Julien Macdonald- modeshow, daarna in Milaan, lopend voor Dolce & Gabbana, en ook in Parijs, wandelend voor Elie Saab. Baldwin verscheen ook in advertenties voor de sportieve kledingcollectie van Prabal Gurung. Later trad ze op in campagnes voor Guess' vakantiecollectie en het Australische label Sass & Bide. In november 2016 stond Baldwin op de cover van de Australische editie van Harper's Bazaar en stond in een Franse Elle-redactie.
In 2017 verscheen Baldwin op de cover van de Spaanse Harper's Bazaar naast het mannelijke model Jon Kortajarena en de Amerikaanse, Britse en Japanse edities van Elle.
Hailey Bieber verscheen in de promotievideo voor het Fyre-festival. Ze heeft gezegd dat het geld naar een goed doel ging. Vanaf 2019 is Baldwin het gezicht van Levi Jeans.

### Andere ondernemingen

#### Acteren en tv-optredens
In 2005 verscheen Baldwin naast haar familie in de televisiedocumentaire Livin It: Unusual Suspects en in 2009 trad ze op in een aflevering van de tv-show Saturday Night Live aan de zijde van haar oom Alec Baldwin. In 2011 verscheen ze in de videoclip van de Australische zanger Cody Simpson, van het nummer "On My Mind" als onderdeel van haar vroege werk en enkele jaren later, in 2016, had ze een rol in een tweede muziekvideo, "Love To Love You Baby" door Frans model en zangeres Baptiste Giabiconi, een cover van het gelijknamige lied van Donna Summer uitgebracht in 1975.

#### Hosting
Op 25 oktober 2015 werkte Baldwin als tv-presentator op de 2015 MTV Europe Music Awards in Milaan, Italië, aan de zijde van het Italiaanse supermodel Bianca Balti en de Engelse rapper Tinie Tempah, de winnaar van de Best Music Video Award, gewonnen door Macklemore en Ryan Lewis voor de video van hun nummer "Downtown".
Op 19 juni 2016 organiseerde ze als co-host met model Gigi Hadid en kondigde een live tentoonstelling aan door Shawn Mendes tijdens de 2016 iHeartRadio Much Music Video Awards in Toronto, Canada.
Vanaf 2 mei 2017 begon ze met het hosten van een nieuwe TBS-show Drop the Mic met rapper Method Man, waarin vier beroemdheden optreden met een serie rapgevechten.

#### Personal branding
In 2016 werkte Baldwin samen met kledingmerk The Daily Edited, waarbij zij een collectie handtassen promootte met de naam #theHAILEYedited collection. In hetzelfde jaar kondigde ze een samenwerking aan met het Britse schoenenmerk Public Desire, met de hashtag #PDxHB, en kondigde ze aan dat ze haar eigen make-up collectie zou lanceren, geproduceerd door het Australische merk ModelCo.

## Privéleven
Baldwins eerste carrière-aspiratie was om een professionele klassieke balletdanser te worden, maar haar training eindigde als gevolg van een voetblessure.
Op 13 september 2018 trouwde Baldwin met de Canadese singer-songwriter Justin Bieber. Ze hebben samen een zoon.

## Filmografie

### Televisie
| Jaar       | Titel                            | Rol                | Notitities                                   |
| ---------- | -------------------------------- | ------------------ | -------------------------------------------- |
| 2005       | Livin It: Unusual Suspects       | Zichzelf           | Documentaire                                 |
| 2009       | Saturday Night Live              | Zichzelf           | Aflevering: "Alec Baldwin / Jonas Brothers " |
| 2015       | Secrets of New York Fashion Week | Zichzelf           | Documentaire                                 |
| 2017-heden | Drop the mic                     | Zichzelf (co-host) |                                              |
| 2018       | 2018 iHeartRadio Music Awards    | Zichzelf (co-host) | Special                                      |

### Muziekvideo's
| Jaar | Titel                 | Artiest                   | Rol                | Ref.   |
| ---- | --------------------- | ------------------------- | ------------------ | ------ |
| 2011 | On my mind            | Cody Simpson              | Liefdes- interesse | [ 35 ] |
| 2016 | Love To Love You Baby | Baptiste Giabiconi        | Meisje             | [ 36 ] |
| 2019 | 10,000 Hours          | Justin Bieber, Dan + Shay | Zichzelf           | [ 47 ] |

## Prijzen en nominaties
| Year | Association        | Category              | Result      | Ref.   |
| ---- | ------------------ | --------------------- | ----------- | ------ |
| 2016 | Teen Choice Awards | Choice Female Hottie  | Genomineerd | [ 48 ] |
| 2016 | Teen Choice Awards | Choice Model          | Genomineerd | [ 48 ] |
| 2017 | Teen Choice Awards | Choice Model          | Genomineerd | [ 49 ] |
| 2018 | Teen Choice Awards | Choice TV Personality | Genomineerd |        |